# Шато д'Олон
Шато д'Олон (фр. Château-d'Olonne) је насељено место у Француској у региону Лоара, у департману Вандеја.
По подацима из 2011. године у општини је живело 13.473 становника, а густина насељености је износила 431,55 становника/km².

## Демографија
| 1962. | 1968. | 1975. | 1982. | 1990.  | 2011.  |
| ----- | ----- | ----- | ----- | ------ | ------ |
| 3.838 | 5.771 | 7.552 | 8.836 | 10.976 | 13.473 |